# Aleksandar Rodič
Aleksandar Rodić (Kozarska Dubica, 26 dicembre 1979) è un ex calciatore sloveno, di ruolo attaccante.

## Carriera

### Club

#### Inizi e Gorica
Nato a Kozarska Dubica, allora Jugoslavia, ora Bosnia ed Erzegovina, ha iniziato nelle giovanili del Borac, squadra della città, rimanendovi fino al 1999. Successivamente è andato in Serbia, al Proleter Zrenjanin prima e alla Stella Rossa poi. Infine ha giocato in Belgio, per 6 mesi al Westerlo e per un anno e mezzo al Verbroedering Geel. A 23 anni milita per la prima volta in Slovenia, al Gorica, debuttando in massima serie il 26 ottobre 2002 nell'1-1 esterno con il Rudar Velenje. Il primo gol lo realizza il 16 marzo 2003 segnando il 3-2 definitivo nella vittoria esterna sul Maribor in campionato. Rimane 3 stagioni (la prima soltanto la seconda metà e l'ultima soltanto la prima metà) nelle quali gioca 63 gare segnando 19 gol e vincendo il campionato 2003-2004.

#### Portsmouth
A gennaio 2005 viene acquistato dagli inglesi del Portsmouth, con cui debutta il 1º febbraio nel 2-1 interno sul Middlesbrough in Premier League. Gioca sole 4 partite tra gennaio 2005 e gennaio 2006.

#### Kayserispor
Dopo un anno in Inghilterra, va in prestito in Turchia, al Kayserispor, esordendo il 28 agosto 2005 nel 2-0 in casa in campionato sul Gençlerbirliği, nel quale realizza il 2-0. Con i giallorossi gioca 16 volte andando a rete 7 volte.

#### Liteks Lovec e ritorno in Slovenia
Ad agosto 2006 cambia ancora Paese, andando a giocare in Bulgaria, al Liteks Loveč, con cui disputa 16 partite segnando 1 gol tra campionato e Coppa UEFA. L'anno successivo ritorna in Slovenia, all'Interblock. Gioca la prima partita il 5 agosto 2007, perdendo 2-0 in trasferta contro il Drava Ptuj in campionato. Il 24 agosto va in rete per la prima volta, segnando l'1-0 nel 5-1 interno sul Livar, sempre in campionato. Resta poco più di una stagione e mezza collezionando 41 presenze e 7 gol e vincendo la Coppa di Slovenia e la Supercoppa di Slovenia nel 2008.

#### L'esperienza cinese
A marzo 2009 va a giocare in Cina, in prestito allo Shanghai Shenhua, in massima serie. Fa il suo esordio il 22 marzo nella vittoria casalinga per 2-1 in campionato contro lo Jiangsu Sainty. Segna il primo gol, quello che fissa il risultato, il 17 aprile nel 4-1 interno sullo Shenzhen Ruby in campionato. Gioca 28 partite segnando 5 reti, in seguito torna per fine prestito all'Interblock, ma solo per un breve periodo, perché passa a titolo definitivo al Q. Zhongneng, sempre in Chinese Super League. Debutta con la nuova maglia il 28 marzo 2010 nell'1-1 casalingo in campionato contro il Tianjin Teda, nel quale segna anche la rete del momentaneo 1-0. Chiude con 25 apparizioni e 7 reti segnate. Rimane in Asia per altri tre anni, tutti nella seconda divisione cinese, i primi due al Tianjin Songjiang, col quale ottiene 44 presenze e 13 gol, diventando anche capitano, e uno al C. Tiancheng, con cui disputa 23 match segnando 2 gol.

#### Olimpia Lubiana
Dopo 5 anni in Cina, nel febbraio 2014, ritorna in Patria, all'Olimpia Lubiana. Debutta l'8 marzo nella sconfitta per 1-0 in casa in campionato contro il Krka. La partita successiva, il 15 marzo, segna la prima rete, sempre in casa in campionato, stavolta contro il Maribor, realizza l'1-0 nella vittoria per 2-0. Rimane all'Olimpia anche la stagione successiva, chiudendo con 36 presenze e 7 gol in una stagione e mezza in biancoverde.

#### Italia: Monfalcone e ISM Gradisca
Ad agosto 2015 si trasferisce nel nono Paese diverso nella sua carriera, l'Italia, firmando con il Monfalcone, in Serie D. Debutta il 13 settembre nell'1-1 in casa contro il Dro in campionato. Segna il primo gol, quello del definitivo 2-1, il 10 ottobre nella sconfitta casalinga contro il Campodarsego in Serie D. Rimane a Monfalcone soltanto fino a inizio dicembre, e dopo 8 presenze e 3 gol va a giocare nella vicina Gradisca d'Isonzo all'ISM Gradisca, in Eccellenza.

### Nazionale
Nel 2005 ha giocato 9 gare con la Nazionale maggiore slovena, esordendo il 9 febbraio nella sconfitta per 3-0 in casa a Celje in amichevole contro la Repubblica Ceca. Mette a segno un'unica rete, quella del momentaneo 1-0, il 30 marzo nel pareggio casalingo per 1-1 contro la Bielorussia nelle qualificazioni al Mondiale 2006.

## Statistiche

### Presenze nei club
Statistiche aggiornate al 18 ottobre 2015.
| Stagione                  | Squadra                   | Campionato                | Campionato | Campionato | Coppe nazionali | Coppe nazionali | Coppe nazionali | Coppe continentali | Coppe continentali | Coppe continentali | Altre coppe | Altre coppe | Altre coppe | Totale | Totale | Totale |
| Stagione                  | Squadra                   | Comp                      | Pres       | Reti       | Comp            | Pres            | Reti            | Comp               | Pres               | Reti               | Comp        | Pres        | Reti        | Pres   | Reti   |        |
| ------------------------- | ------------------------- | ------------------------- | ---------- | ---------- | --------------- | --------------- | --------------- | ------------------ | ------------------ | ------------------ | ----------- | ----------- | ----------- | ------ | ------ | ------ |
| 2000-gen. 2001            | Stella Rossa              | PLSRJ                     | 0          | 0          | KJ              | 0               | 0               | UCL+CU             | 0+0                | 0+0                | -           | -           | -           | 0      | 0      |        |
| gen.-giu. 2001            | Westerlo                  | DI                        | 6          | 0          | CdB             | 1               | 0               | -                  | -                  | -                  | -           | -           | -           | 7      | 0      |        |
| 2001-2002                 | Verbroedering Geel        | TK                        | 30         | 3          | CdB             | 2               | 0               | -                  | -                  | -                  | -           | -           | -           | 32     | 3      |        |
| 2002-gen. 2003            | Verbroedering Geel        | TK                        | 0          | 0          | CdB             | 1               | 0               | -                  | -                  | -                  | -           | -           | -           | 1      | 0      |        |
| Totale Verbroedering Geel | Totale Verbroedering Geel | Totale Verbroedering Geel | 30         | 3          | -               | 3               | 0               | -                  | -                  | -                  | -           | -           | -           | 33     | 3      |        |
| gen.-giu. 2003            | Gorica                    | PSNL                      | 16         | 1          | -               | -               | -               | -                  | -                  | -                  | -           | -           | -           | 16     | 1      |        |
| 2003-2004                 | Gorica                    | PSNL                      | 29         | 8          | PNZS            | 0               | 0               | -                  | -                  | -                  | -           | -           | -           | 29     | 8      |        |
| 2004-gen. 2005            | Gorica                    | PSNL                      | 15         | 9          | PNZS            | 0               | 0               | UCL+CU             | 1+2                | 0+1                | SS          | 0           | 0           | 18     | 10     |        |
| Totale Gorica             | Totale Gorica             | Totale Gorica             | 60         | 18         | -               | 0               | 0               | -                  | 3                  | 1                  | -           | 0           | 0           | 63     | 19     |        |
| gen.-giu. 2005            | Portsmouth                | PL                        | 4          | 0          | -               | -               | -               | -                  | -                  | -                  | -           | -           | -           | 4      | 0      |        |
| 2005-gen. 2006            | Portsmouth                | PL                        | 0          | 0          | FACup+FLC       | 0+0             | 0+0             | -                  | -                  | -                  | -           | -           | -           | 0      | 0      |        |
| Totale Portsmouth         | Totale Portsmouth         | Totale Portsmouth         | 4          | 0          | -               | 0               | 0               | -                  | -                  | -                  | -           | -           | -           | 4      | 0      |        |
| gen.-giu. 2006            | Kayserispor               | SL                        | 16         | 7          | TK              | 0               | 0               | -                  | -                  | -                  | -           | -           | -           | 16     | 7      |        |
| 2006-2007                 | Liteks Loveč              | APFG                      | 14         | 1          | KNB             | 0               | 0               | CU                 | 2                  | 0                  | -           | -           | -           | 16     | 1      |        |
| 2007-2008                 | Interblock                | PSNL                      | 19         | 4          | PNZS            | 0               | 0               | -                  | -                  | -                  | -           | -           | -           | 19     | 4      |        |
| 2008-mar. 2009            | Interblock                | PSNL                      | 17         | 2          | PNZS            | 2               | 1               | CU                 | 3                  | 0                  | SS          | 0           | 0           | 22     | 3      |        |
| Totale Interblock Lubiana | Totale Interblock Lubiana | Totale Interblock Lubiana | 36         | 6          | -               | 2               | 1               | -                  | 3                  | 0                  | -           | 0           | 0           | 41     | 7      |        |
| 2009                      | Shanghai Shenhua          | CSL                       | 28         | 5          | CdC             | 0               | 0               | -                  | -                  | -                  | -           | -           | -           | 28     | 5      |        |
| 2010                      | Q. Zhongneng              | CSL                       | 25         | 7          | CdC             | 0               | 0               | -                  | -                  | -                  | -           | -           | -           | 25     | 7      |        |
| 2011                      | Tianjin Songjiang         | CLO                       | 22         | 9          | CdC             | 0               | 0               | -                  | -                  | -                  | -           | -           | -           | 22     | 9      |        |
| 2012                      | Tianjin Songjiang         | CLO                       | 22         | 4          | CdC             | 0               | 0               | -                  | -                  | -                  | -           | -           | -           | 22     | 4      |        |
| Totale Tianjin Songjiang  | Totale Tianjin Songjiang  | Totale Tianjin Songjiang  | 44         | 13         | -               | 0               | 0               | -                  | -                  | -                  | -           | -           | -           | 44     | 13     |        |
| 2013                      | C. Tiancheng              | CLO                       | 23         | 2          | CdC             | 0               | 0               | -                  | -                  | -                  | -           | -           | -           | 23     | 2      |        |
| feb.-giu. 2014            | Olimpia Lubiana           | PSNL                      | 8          | 2          | PNZS            | 2               | 0               | -                  | -                  | -                  | -           | -           | -           | 10     | 2      |        |
| 2014-2015                 | Olimpia Lubiana           | PSNL                      | 25         | 5          | PNZS            | 2               | 0               | -                  | -                  | -                  | -           | -           | -           | 27     | 5      |        |
| Totale Olimpia Lubiana    | Totale Olimpia Lubiana    | Totale Olimpia Lubiana    | 33         | 7          | -               | 4               | 0               | -                  | -                  | -                  | -           | -           | -           | 37     | 7      |        |
| ago.-dic. 2015            | Monfalcone                | D                         | 8          | 3          | CID             | 0               | 0               | -                  | -                  | -                  | -           | -           | -           | 8      | 3      |        |
| dic.2015-giu. 2016        | ISM Gradisca              | E                         | ?          | ?          | -               | -               | -               | -                  | -                  | -                  | -           | -           | -           | ?      | ?      |        |
| 2016-2017                 | ISM Gradisca              | E                         | ?          | ?          | CIDFVG          | ?               | ?               | -                  | -                  | -                  | -           | -           | -           | ?      | ?      |        |
| Totale ISM Gradisca       | Totale ISM Gradisca       | Totale ISM Gradisca       | ?          | ?          | -               | ?               | ?               | -                  | -                  | -                  | -           | -           | -           | ?      | ?      |        |
| Totale carriera           | Totale carriera           | Totale carriera           | 327        | 72         | -               | 10              | 1               | -                  | 8                  | 1                  | -           | 0           | 0           | 345    | 74     |        |

### Cronologia presenze e reti in nazionale
| Cronologia completa delle presenze e delle reti in nazionale ― Slovenia | Cronologia completa delle presenze e delle reti in nazionale ― Slovenia | Cronologia completa delle presenze e delle reti in nazionale ― Slovenia | Cronologia completa delle presenze e delle reti in nazionale ― Slovenia | Cronologia completa delle presenze e delle reti in nazionale ― Slovenia | Cronologia completa delle presenze e delle reti in nazionale ― Slovenia | Cronologia completa delle presenze e delle reti in nazionale ― Slovenia | Cronologia completa delle presenze e delle reti in nazionale ― Slovenia |
| Data                                                                    | Città                                                                   | In casa                                                                 | Risultato                                                               | Ospiti                                                                  | Competizione                                                            | Reti                                                                    | Note                                                                    |
| ----------------------------------------------------------------------- | ----------------------------------------------------------------------- | ----------------------------------------------------------------------- | ----------------------------------------------------------------------- | ----------------------------------------------------------------------- | ----------------------------------------------------------------------- | ----------------------------------------------------------------------- | ----------------------------------------------------------------------- |
| 9-2-2005                                                                | Celje                                                                   | Slovenia                                                                | 0 – 3                                                                   | Rep. Ceca                                                               | Amichevole                                                              | -                                                                       | 46’                                                                     |
| 26-3-2005                                                               | Celje                                                                   | Slovenia                                                                | 0 – 1                                                                   | Germania                                                                | Amichevole                                                              | -                                                                       | 46’                                                                     |
| 30-3-2005                                                               | Celje                                                                   | Slovenia                                                                | 1 – 1                                                                   | Bielorussia                                                             | Qual. Mondiali 2006                                                     | 1                                                                       | 27’- 44’                                                                |
| 4-6-2005                                                                | Barysaŭ                                                                 | Bielorussia                                                             | 1 – 1                                                                   | Slovenia                                                                | Qual. Mondiali 2006                                                     | -                                                                       | 58’                                                                     |
| 17-8-2005                                                               | Cardiff                                                                 | Galles                                                                  | 0 – 0                                                                   | Slovenia                                                                | Amichevole                                                              | -                                                                       | 46’                                                                     |
| 3-9-2005                                                                | Celje                                                                   | Slovenia                                                                | 2 – 3                                                                   | Norvegia                                                                | Qual. Mondiali 2006                                                     | -                                                                       |                                                                         |
| 7-9-2005                                                                | Chișinău                                                                | Moldavia                                                                | 1 – 2                                                                   | Slovenia                                                                | Qual. Mondiali 2006                                                     | -                                                                       | 88’                                                                     |
| 8-10-2005                                                               | Palermo                                                                 | Italia                                                                  | 1 – 0                                                                   | Slovenia                                                                | Qual. Mondiali 2006                                                     | -                                                                       | 84’                                                                     |
| 12-10-2005                                                              | Celje                                                                   | Slovenia                                                                | 0 – 3                                                                   | Scozia                                                                  | Qual. Mondiali 2006                                                     | -                                                                       | 4’- 54’                                                                 |
| Totale                                                                  |                                                                         | Presenze                                                                | 9                                                                       |                                                                         | Reti                                                                    | 1                                                                       |                                                                         |

## Palmarès

### Club
- Campionato sloveno: 1

Gorica: 2003-2004
- Coppa di Slovenia: 1

Interblock Lubiana: 2007-2008
- Supercoppa di Slovenia: 1

Interblock Lubiana: 2008